# 일직남부초등학교
일직남부초등학교는 대한민국 경상북도 안동시 일직면 망호리에 있었던 공립 초등학교이다.

## 연혁
- 1961년 5월 1일 일직국민학교 성남분교로 개교
- 1964년 3월 10일 일직남부국민학교로 승격
- 1982년 3월 15일 병설유치원 개원
- 1996년 3월 1일 일직남부초등학교로 개칭
- 2009년 3월 1일 폐교